# 阿尔高地区勒滕巴赫
阿尔高地区勒滕巴赫（德語：Röthenbach (Allgäu)），简称勒滕巴赫（德語：Röthenbach，發音：[ˈʁøːtn̩ˌbax] ⓘ），是德国巴伐利亚州施瓦本行政区博登湖畔林道县的市镇，面积14.94平方千米，人口为人。